# Capelleta de visita domiciliària
La capelleta de visita domiciliària és una pràctica de devoció cristiana consistent a venerar una imatge de la Mare de Déu o d'un sant que hom porta, dins una capelleta, de casa en casa. Tingué una especial devoció la capelleta de la Sagrada Família. És una pràctica de més de cent anys d'història, realitzada a través d'una xarxa de veïnatge enllaçada i comunicada a partir dels itineraris que fan les capelles.
Les capelletes de visita domiciliària són una manera de portar la fe a les llars i a les famílies que no es podien costejar una capella particular. La parròquia és qui n'ostenta la propietat. La capelleta circula cada dia de la setmana per una casa, fins a passar per una trentena de cases, de manera que cada família la té un cop al mes. El calendari de l'itinerari queda recollit amb el llistat amb el nom dels veïns i l'ordre del circuit, al dors o la part frontal de la capella. Al final de la llista hi ha la persona caladora, que cuida de la capelleta. En estar pensades per a ser transportades, tenen una nansa a la part superior i van protegides amb un vidre i unes portes. Contenen un llibret d'instruccions sobre com s'ha de rebre i acomiadar la capella, amb unes pregàries, i les normes de comportament davant de la capella. També tenen una guardiola a la base i el llistat de veïns i cases per on circulava.
Les capelles més primitives són les dels ermitans o aplegadors, que predicaven i captaven amb aquestes capelles. Circula, per exemple, una capella originària d'ermità amb l'advocació de la Mare de Déu de Montgrony. Però qui les va estendre per Catalunya, des de principis del segle xx, va ser el pare Manyanet, fundador dels Fills de la Sagrada Família.